# Municipio de Van Hook
El municipio de Van Hook (en inglés: Van Hook Township) es un municipio ubicado en el condado de Mountrail en el estado estadounidense de Dakota del Norte. En el año 2010 tenía una población de 105 habitantes y una densidad poblacional de 1,11 personas por km².

## Geografía
El municipio de Van Hook se encuentra ubicado en las coordenadas 47°58′52″N 102°19′8″O / 47.98111, -102.31889. Según la Oficina del Censo de los Estados Unidos, el municipio tiene una superficie total de 94.41 km², de la cual 85,2 km² corresponden a tierra firme y (9,75 %) 9,21 km² es agua.

## Demografía
Según el censo de 2010, había 105 personas residiendo en el municipio de Van Hook. La densidad de población era de 1,11 hab./km². De los 105 habitantes, el municipio de Van Hook estaba compuesto por el 87,62 % blancos, el 8,57 % eran amerindios, el 0,95 % eran asiáticos, el 0,95 % eran de otras razas y el 1,9 % eran de una mezcla de razas. Del total de la población el 6,67 % eran hispanos o latinos de cualquier raza.